# 纤冠藤
纤冠藤（学名：Gongronema nepalense）是夹竹桃科纤冠藤属的植物。分布于尼泊尔、印度以及中国大陆的广西、云南、广东、贵州、西藏等地，生长于海拔500米至1,400米的地区，多生在山地林中以及山坡水沟边灌木丛中，目前尚未由人工引种栽培。

## 别名
细羊角、羊乳藤、睡地金牛、入地龙、乳汁藤、大防已（广西）；牛奶树（广东）